# Rancho Santa Margarita
Rancho Santa Margarita é uma cidade localizada no estado americano da Califórnia, no condado de Orange. Foi incorporada em 1 de janeiro de 2000. Ficou conhecida por ser o local do surgimento do supergrupo de hard rock Velvet Revolver em 2002 pelos ex-membros do Guns N' Roses, Slash, Duff McKagan e Matt Sorum, juntamente com Dave Kushner, ex-membro da banda de hardcore punk Wasted Youth e Scott Weiland, do Stone Temple Pilots.

## Geografia
De acordo com o United States Census Bureau, a cidade tem uma área de 33,6 km², onde 33,5 km² estão cobertos por terra e 0,1 km² por água.

### Localidades na vizinhança
O diagrama seguinte representa as localidades num raio de 16 km ao redor de Rancho Santa Margarita.

## Demografia
Segundo o censo nacional de 2010, a sua população é de 47 853 habitantes e sua densidade populacional é de 1 425,63 hab/km². Possui 17 260 residências, que resulta em uma densidade de 514,21 residências/km².